# Slavec

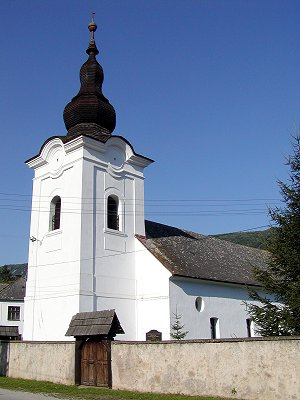
Slavec

Slavec (Hongaars: Szalóc) is een Slowaakse gemeente in de regio Košice, en maakt deel uit van het district Rožňava.
Slavec telt 464 inwoners.